# Borghetto di Borbera
Borghetto di Borbera (piemontiul: Borghet Borbaja) település Olaszországban, Piemont régióban, Alessandria megyében. Lakosainak száma 1923 fő (2023. január 1.). Borghetto di Borbera Cantalupo Ligure, Dernice, Garbagna, Grondona, Roccaforte Ligure, Sardigliano, Stazzano és Vignole Borbera községekkel határos.

## Népesség
A település népessége az elmúlt években az alábbi módon változott:
| Lakosok száma | 2002 | 1988 | 1923 |
|               | 2017 | 2018 | 2023 |